# Hôtel de Montplanque
El hôtel de Montplanque es una hôtel particulier de finales del siglo XVII ubicado en la Place des Victoires, en el lado sur de la plaza. Limita al oeste con el Hôtel Charlemagne y al este con la rue Croix-des-Petits-Champs, en el I Distrito de París, Francia.
Fue clasificado como monumento histórico en 1962.